# Керичо (город)
Кери́чо — кенийский город, 
центр одноимëнного округа (до административной реформы в Кении был центром провинции Рифт-Валли). Населённый пункт является центром чайных плантаций страны. Есть аэропорт Керичо.

## Население
В городе проживают представители этнической группы календжин. Свидетельством пребывания в этих местах рабочей силы из Индии, привлекаемой ранее на чайные плантации, является гурдвара (сикхское богослужебное архитектурное сооружение, центр религиозной и социальной жизни сикхской общины) на Hospital Road — крупнейшая в Африке. Возведена на месте дома, в котором жил сикхский гуру Баба Пуран Сингх.

## Религия
Город является центром одноимённой католической епархии.

## Известные жители и уроженцы
В городе родились такие известные бегуны как Уилсон Кипругут, Джойс Чепчумба, Эдвин Сой, Мерси Чероно, Рут Чепнгетич.